# Mozilla Firefox, Portable Edition
Mozilla Firefox, Portable Edition (tidigare Portable Firefox; ofta känt som Firefox Portable) är en ompaketerad version av webbläsaren Mozilla Firefox och är skapad av John T. Haller. Programmet är en del av PortableApps-gruppen och tillåter Firefox att köras utan installation från ett USB-minne, en CD-ROM eller någon annan portabel disk på en dator med operativsystemet Windows, macOS eller Linux/Unix (via Wine). Ingen personlig information lagras på datorn eller skapar konflikter med eventuella installerade versioner av Firefox. Att installera programmet på hårddisken är dock fortfarande möjligt.